# 1995年梅竹賽
民國84年（1995年）乙亥梅竹賽為第二十七屆國立清華大學與國立交通大學之間的梅竹賽，於該年3月3日至3月5日舉行。本屆賽事由國立交通大學主辦，國立清華大學協辦。賽事結果，國立清華大學以6比5取得本屆賽事總錦標。
前兩屆梅竹賽（1993年癸酉梅竹、1994年甲戌梅竹）因兩校體育室在場地協商上沒有共識，宣布停辦；本屆梅竹賽在兩校校長力促下，協商出乎意料地順利，並與TVBS電視台合作製播梅竹賽專輯，將比賽實況透過網路播放，3月3日李登輝總統蒞臨交通大學參加開幕典禮，並致詞讚揚梅竹精神。

## 賽事結果

### 正式賽
| 項目   | 比賽日期     | 勝隊 | 備註                         |
| ------ | ------------ | ---- | ---------------------------- |
| 桌球   | 1995年3月3日 | 清大 |                              |
| 羽球   | 1995年3月3日 | 交大 |                              |
| 橋藝   | 1995年3月4日 | 交大 |                              |
| 棋藝   | 1995年3月4日 | 清大 |                              |
| 網球   | 1995年3月4日 | 清大 |                              |
| 棒球   | 1995年3月4日 | 清大 |                              |
| 女籃   | 1995年3月4日 | 交大 |                              |
| 男籃   | 1995年3月4日 | 清大 |                              |
| 足球   | 1995年3月5日 | 交大 |                              |
| 男排   | 1995年3月5日 | 交大 |                              |
| 女排   | 1995年3月5日 | 清大 |                              |
| 總錦標 |              | 清大 | 清大以6：5取得本屆賽事總錦標 |